# Гарбер, Терри
Терри Гарбер (англ. Terri Garber; род. 28 декабря 1960, Майами, Флорида) — американская актриса, известная благодаря своим ролям в мыльных операх. Гарбер дебютировала в 1982 году, в мыльной опере «Техас», после чего нашла умеренный успех с регулярной ролью в недолго просуществовавшем ситкоме «Мистер Смит» (1983), а также снялась в мини-сериалах «Север и Юг» (1985), «Север и юг 2» (1986) и «Рай и Ад: Север и Юг. Книга 3» (1994).
С 1987 по 1988 год Гарбер играла роль Лесли Каррингтон в прайм-тайм мыльной опере «Династия». С тех пор она была активна, в основном, в дневных мыльных операх «Санта-Барбара», «Главный госпиталь», и наконец «Как вращается мир», в последней из которых она снималась с 2005 по 2010 год. Вне мыльных опер, Гарбер сыграла главную роль в кинофильме «Игрушечные солдатики» (1984), а также была гостем в сериалах «Она написала убийство», «Мэтлок», «Квантовый скачок», «Седьмое небо», «Скорая помощь», «Справедливая Эми», «Детектив Раш» и «Закон и порядок: Преступное намерение».

## Мыльные оперы
- Техас (1982)
- Династия (прайм-тайм мыльная опера, 36 эпизодов, 1987—1988)
- Санта-Барбара (1991—1992)
- Главный госпиталь (1993)
- Как вращается мир (2005—2010)